# Třeština
Třeština (in tedesco Trittschein) è un comune della Repubblica Ceca facente parte del distretto di Šumperk, nella regione di Olomouc.